# 위다바오
위다바오(중국어: 于大宝, 병음: Yú Dàbǎo, 1988년 4월 18일 ~ )는 중국의 축구 선수이며 포지션은 윙어 겸 공격수이다. 현재는 중국 슈퍼리그의 베이징 궈안 소속으로 뛰고 있다.

## 축구인 경력

### 클럽 경력
2004년 중국 갑급 리그의 칭다오 하이리펑에 입단하며 프로 무대에 데뷔하였다.
2007년 포르투갈의 벤피카와 3년 계약을 체결하였다. 같은 해 9월 16일 타사 다 리가 에스트렐라 다 아마도라와의 경기에서 데뷔전을 치렀다. 2008년 1월 겨울 이적 시장을 통해 세군다리가의 아베스로 임대 이적하였다. 임대 복귀 후에도 올리바이스 모스카비지, 마프라에서 임대 생활을 한 후 2010년 1월 팀을 떠났다.
벤피카를 떠난 후 메이저 리그 사커의 FC 댈러스에서 입단 테스트를 보았으나 계약에 이르지 못했고 자국의 톈진 테다에 입단하였다. 2012년 2월 광저우 헝다로 1,500만 위안의 이적료에 이적하는 것이 확정되었다는 보도가 있었으나 최종적으로는 결렬되었고 다롄 아얼빈으로 이적하게 되었다.
2014 시즌 다롄이 중국 슈퍼리그에서 강등되자 2015년 1월 베이징 궈안으로 이적하였다.

### 국가대표 경력
톈진 테다에서 주전으로 활약하기 시작한 후인 2010년 가오훙보 감독이 맡고 있던 중국 축구 국가대표팀에 선발되었다. 12월 18일 에스토니아와의 경기에서 A매치 데뷔전을 치렀다. 2012년 2월 29일 요르단과의 월드컵 예선 경기에서 A매치 첫 골을 기록하였다.
2018년 FIFA 월드컵 아시아 지역 3차 예선에서는 창사 시에서 치러진 대한민국 축구 국가대표팀과의 홈경기에서 골을 넣어 승리했다.